# Kamitonda
Kamitonda (jap. 上富田町 Kamitonda-chō) – miasto w Japonii, na wyspie Honsiu, w prefekturze Wakayama. Według danych na rok 2020 miejscowość zamieszkiwało 15 236 mieszkańców , a gęstość zaludnienia wyniosła 265,6 os./km².